# Number One Observatory Circle
Number One Observatory Circle är officiellt residens för USA:s vicepresident. Det ligger på samma område som United States Naval Observatory i Washington, D.C. och byggdes 1893 som bostad till dess direktör, senare under 1900-talet blev det tjänstebostad för chefen för USA:s flotta. År 1974 beslöt kongressen att bygga om huset till residens för USA:s vicepresident.
Tidigare hade vicepresidenterna bott i sin privata bostad, men det blev efterhand allt dyrare och mera besvärligt att upprätthålla säkerheten där. Det tog dock tre år innan någon flyttade dit permanent. Nelson Rockefeller använde det huvudsakligen till representation eftersom han redan hade ett hus i Washington. Vicepresident Walter Mondale var den första som flyttade in i residenset och sedan dess har alla USA:s vicepresidenter bott här under sin ämbetsperiod.
Residenset har renoverats flera gånger och det renoverades även innan vicepresident Kamala Harris och Douglas Emhoff  flyttade in 2021.

## Se även

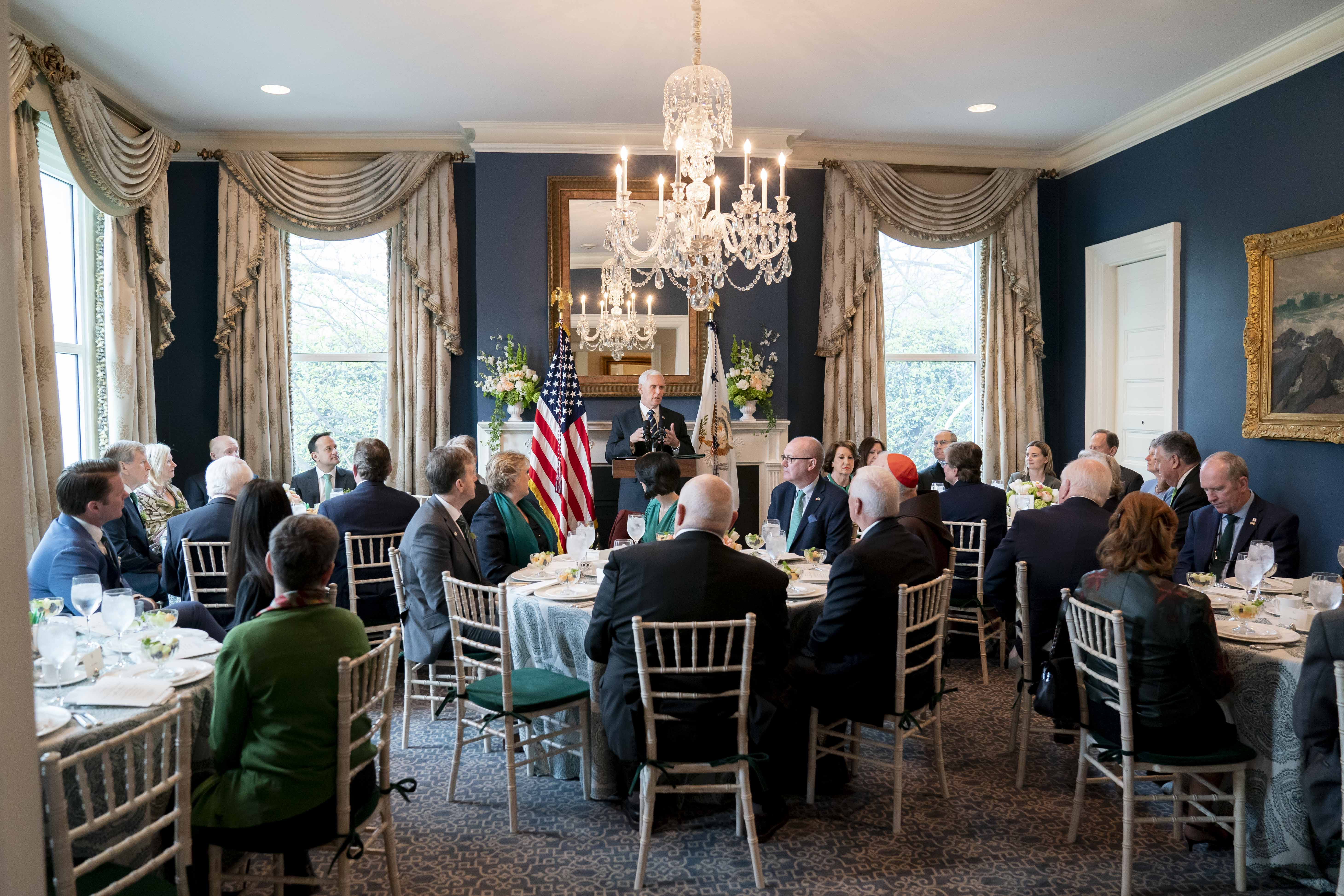
Vicepresident Mike Pence med fru under mottagning för Irlands regeringschef Leo Varadkar, 2020.